# 電波相互乗り入れ
電波相互乗り入れ（でんぱそうごのりいれ）とは、関東・近畿・中京広域圏以外の複数の府県に跨る民放テレビ局の放送対象地域、およびそれを巡る一連の動きを指す（NHK総合テレビジョンに関しては各府県ともに県域放送である）。
2020年現在、山陰地方（鳥取県と島根県）と岡高地区（通称。岡山県と香川県）が該当する。一部通称などとして「準広域」と記述されている場合もあるが、正式にはこれらのエリアも「2つの県を放送対象地域とする県域放送」のエリアである。
特に民放テレビ3局の所在地が不統一である山陰地方ではNHK・民放およびテレビ局・ラジオ局問わず全ての県域放送事情は電波相互乗り入れそのものであるため、山陰地方の県域放送事情についても本項であわせて記述する。

## 山陰地方のケース

### 山陰地方の放送局
| 略称・愛称・社名             | テレビ | テレビ | テレビ | テレビ | ラジオ | ラジオ | ラジオ | ラジオ | 備考 |
| 略称・愛称・社名             | ID | 系列 | 鳥取県開局 | 島根県開局 | 種別 | 系列 | 鳥取県開局 | 島根県開局 | 備考 |
| 鳥取県鳥取市の放送局         | 鳥取県鳥取市の放送局 | 鳥取県鳥取市の放送局 | 鳥取県鳥取市の放送局 | 鳥取県鳥取市の放送局 | 鳥取県鳥取市の放送局 | 鳥取県鳥取市の放送局 | 鳥取県鳥取市の放送局 | 鳥取県鳥取市の放送局 | 鳥取県鳥取市の放送局 |
| ---------------------------- | --- | --- | --- | --- | --- | --- | --- | --- | --- |
| NKT 日本海テレビジョン放送   | 1 | NNN・NNS系 | 1959年3月3日 JOJX-(D)TV 鳥取 1→鳥取 38 | 乗り入れ 松江 30→41 | － | － | － | － | FMとアナログテレビの鳥取親局は、厳密には湯梨浜町に所在。 |
| NHK鳥取放送局                | 3 | 総合 | 1959年3月3日 JOLG-(D)TV 鳥取 3→鳥取 29 | － | AM | R1 | 1936年12月14日 JOLG 鳥取 1368kHz | － | FMとアナログテレビの鳥取親局は、厳密には湯梨浜町に所在。 |
| NHK鳥取放送局                | 3 | 総合 | 1959年3月3日 JOLG-(D)TV 鳥取 3→鳥取 29 | － | FM | FM | 1969年3月1日 JOLG-FM 鳥取 85.8MHz | － | FMとアナログテレビの鳥取親局は、厳密には湯梨浜町に所在。 |
| NHK鳥取放送局                | 2 | Eテレ | 1962年12月28日 JOLC-(D)TV 鳥取 4→鳥取 20 | － | AM | R2 | 1950年4月25日 JOLC 鳥取 1125kHz | － | FMとアナログテレビの鳥取親局は、厳密には湯梨浜町に所在。 |
| 鳥取県米子市の放送局         | | | | | | | | | |
| NHK米子支局                  | 3 | 総合 | 1970年 (旧)米子 42→（廃止） ↓ 1998年11月26日 米子 32→26 | － | AM | R1 | 1954年10月24日 JOLQ（廃止） 米子 963kHz | － | テレビの米子中継局は、厳密には松江市に所在（旧米子中継局は、米子市に所在）。 |
| NHK米子支局                  | 2 | Eテレ | 2006年10月1日 米子 （デジタル新局）→20 | － | AM | R2 | 1957年12月20日 JOLZ（廃止） 米子 1521kHz | － | テレビの米子中継局は、厳密には松江市に所在（旧米子中継局は、米子市に所在）。 |
| BSS 山陰放送                 | 6 | JNN系 | 乗り入れ 鳥取 22→31 | 1959年12月15日 JOHF-(D)TV 松江 10→45 | AM | JRN系 NRN系 クロスネット | 1954年3月1日 JOHF 米子 900kHz | 1954年3月1日 JOHF 米子 900kHz | AM開局当時は、RSBラジオ山陰。 |
| BSS 山陰放送                 | 6 | JNN系 | 乗り入れ 鳥取 22→31 | 1959年12月15日 JOHF-(D)TV 松江 10→45 | FM（補完） | JRN系 NRN系 クロスネット | 2017年3月1日 鳥取 92.2MHz （鳥取・倉吉） | 2018年10月1日 松江 87.1MHz （米子・出雲） | AM開局当時は、RSBラジオ山陰。 |
| 島根県松江市の放送局         | | | | | | | | | |
| NHK松江放送局                | 3 | 総合 | － | 1959年10月28日 JOTK-(D)TV 松江 6→21 | AM | R1 | － | 1931年12月21日 JOTK 松江 1296kHz | AMの松江親局は、厳密には出雲市に所在。 |
| NHK松江放送局                | 3 | 総合 | － | 1959年10月28日 JOTK-(D)TV 松江 6→21 | FM | FM | － | 1969年3月1日 JOTK-FM 松江 84.5MHz | AMの松江親局は、厳密には出雲市に所在。 |
| NHK松江放送局                | 2 | Eテレ | － | 1962年12月28日 JOTB-(D)TV 松江 12→19 | AM | R2 | － | 1946年9月1日 JOTB 松江 1593kHz | AMの松江親局は、厳密には出雲市に所在。 |
| TSK 山陰中央テレビジョン放送 | 8 | FNN・FNS系 | 乗り入れ 鳥取 24→36 | 1970年4月1日 JOMI-(D)TV 松江 34→43 | － | － | － | － | 開局当時は島根放送、通称「テレビしまね」。 |
| V-air エフエム山陰           | － | － | － | － | FM | JFN系 | 1986年10月1日 JOVU-FM 松江 77.4MHz | 1986年10月1日 JOVU-FM 松江 77.4MHz | 外国語放送と放送大学以外では、対象放送区域が複数都道府県にまたがる唯一のFM局。 |
| 注                           | ※テレビの物理chは、各県基幹局のもの。アナログ→デジタル。 ※開局日の下はコールサイン（無き場合は基幹中継所）、本社送信所（基幹中継所）所在地・物理ch・周波数。 ※テレビはアナログの開始日、デジタルは2006年10月1日全局一斉開始。 ※民放の演奏所は全社が本社に置く。 | ※テレビの物理chは、各県基幹局のもの。アナログ→デジタル。 ※開局日の下はコールサイン（無き場合は基幹中継所）、本社送信所（基幹中継所）所在地・物理ch・周波数。 ※テレビはアナログの開始日、デジタルは2006年10月1日全局一斉開始。 ※民放の演奏所は全社が本社に置く。 | ※テレビの物理chは、各県基幹局のもの。アナログ→デジタル。 ※開局日の下はコールサイン（無き場合は基幹中継所）、本社送信所（基幹中継所）所在地・物理ch・周波数。 ※テレビはアナログの開始日、デジタルは2006年10月1日全局一斉開始。 ※民放の演奏所は全社が本社に置く。 | ※テレビの物理chは、各県基幹局のもの。アナログ→デジタル。 ※開局日の下はコールサイン（無き場合は基幹中継所）、本社送信所（基幹中継所）所在地・物理ch・周波数。 ※テレビはアナログの開始日、デジタルは2006年10月1日全局一斉開始。 ※民放の演奏所は全社が本社に置く。 | ※テレビの物理chは、各県基幹局のもの。アナログ→デジタル。 ※開局日の下はコールサイン（無き場合は基幹中継所）、本社送信所（基幹中継所）所在地・物理ch・周波数。 ※テレビはアナログの開始日、デジタルは2006年10月1日全局一斉開始。 ※民放の演奏所は全社が本社に置く。 | ※テレビの物理chは、各県基幹局のもの。アナログ→デジタル。 ※開局日の下はコールサイン（無き場合は基幹中継所）、本社送信所（基幹中継所）所在地・物理ch・周波数。 ※テレビはアナログの開始日、デジタルは2006年10月1日全局一斉開始。 ※民放の演奏所は全社が本社に置く。 | ※テレビの物理chは、各県基幹局のもの。アナログ→デジタル。 ※開局日の下はコールサイン（無き場合は基幹中継所）、本社送信所（基幹中継所）所在地・物理ch・周波数。 ※テレビはアナログの開始日、デジタルは2006年10月1日全局一斉開始。 ※民放の演奏所は全社が本社に置く。 | ※テレビの物理chは、各県基幹局のもの。アナログ→デジタル。 ※開局日の下はコールサイン（無き場合は基幹中継所）、本社送信所（基幹中継所）所在地・物理ch・周波数。 ※テレビはアナログの開始日、デジタルは2006年10月1日全局一斉開始。 ※民放の演奏所は全社が本社に置く。 | ※テレビの物理chは、各県基幹局のもの。アナログ→デジタル。 ※開局日の下はコールサイン（無き場合は基幹中継所）、本社送信所（基幹中継所）所在地・物理ch・周波数。 ※テレビはアナログの開始日、デジタルは2006年10月1日全局一斉開始。 ※民放の演奏所は全社が本社に置く。 |

### 沿革
- 1931年12月21日 - NHK松江放送局、島根県内でR1放送開始（JOTK）。
- 1936年12月14日 - NHK鳥取放送局、鳥取県内でR1放送開始（JOLG）。
- 1946年9月1日 - NHK松江放送局、島根県内でR2放送開始（JOTB）。
- 1950年4月25日 - NHK鳥取放送局、鳥取県内でR2放送開始（JOLC）。
- 1954年
  - 3月1日 - RSBラジオ山陰、山陰両県でAMラジオ放送開始（JOHF）。
  - 10月24日 - NHK米子放送局、鳥取県西部でR1放送開始（JOLQ）。
- 1957年12月20日 - NHK米子放送局、鳥取県西部でR2放送開始（JOLZ）。
- 1959年
  - 3月3日 - NKT日本海テレビジョン放送、鳥取県内で放送開始（JOJX-TV）。NHK鳥取放送局、鳥取県内で総合テレビ放送開始（JOLG-TV）。
  - 10月28日 - NHK松江放送局、島根県内で総合テレビ放送開始（JOTK-TV）。
  - 12月15日 - RSBラジオ山陰、島根県内でテレビ放送開始（JOHF-TV）。ねじれ現象発生。
- 1961年6月1日 - RSBラジオ山陰、BSS山陰放送に社名変更。
- 1962年12月28日 - NHK松江放送局、島根県内で教育テレビ放送開始（JOTB-TV）。NHK鳥取放送局、鳥取県内で教育テレビ放送開始（JOLC-TV）。
- 1969年3月1日 - NHK松江放送局、島根県内でFM放送開始（JOTK-FM）。NHK鳥取放送局、鳥取県内でFM放送開始（JOLG-FM）。
- 1970年4月1日 - TSK島根放送、島根県内でテレビ放送開始（JOMI-TV）。
- 1972年
  - 4月1日 - TSK島根放送、山陰中央テレビジョン放送に社名変更（略称はそのまま）。
  - 10月1日 - 電波相互乗り入れ開始。BSSのねじれ現象解消[1]。
- 1986年10月1日 - V-airエフエム山陰、山陰両県でFMラジオ放送開始（JOVU-FM）。
- 1988年7月22日 - NHK米子放送局、NHK米子支局に降格。
- 1998年11月26日 - NHK鳥取放送局、松江市に総合テレビ米子中継局設置。
- 2006年10月1日 - NHK2局・NKT・BSS・TSK、一斉に地上デジタル放送開始。
- 2011年7月24日 - NHK2局・NKT・BSS・TSK、アナログテレビ停波。

### 乗り入れの経緯とその後
鳥取・島根の山陰両県は元々結びつきが強く、特に県都・鳥取市から遠く離れ、別個の経済圏を形成していた鳥取県西部の中心・米子市とその周辺は、島根の県都・松江市とは距離も近く、隔てる山もほとんど無い地理上、米子と松江は、そのどちらかに送信所を立てれば相互に電波が届く典型的なスピルオーバー地帯であり、島根県域局であるはずのNHK松江の実質的な放送エリアも鳥取県西部の広範囲にまで及んでいる。
1954年（昭和29年）3月1日、米子市のRSBラジオ山陰（現：BSS山陰放送）が、山陰両県における最初の民間放送局としてAMラジオ放送を開始した。RSBはその地理を活かし、放送開始当初から山陰両県を放送対象地域としてカバーすることが出来ていた。その経緯から、RSB→BSSは両県の放送局で唯一県都以外に本社と演奏所を置いている。しかし、これが後に民放テレビ3局の所在地が2県3市にばらける遠因となる。
1959年3月3日、鳥取県最初の民放テレビ局・NKT日本海テレビジョン放送が鳥取市で開局し、鳥取県内での放送を開始した。RSBもテレビ兼営化を目指すものの、テレビ放送黎明期故に「東名阪など大都市圏以外の各都道府県では、1県につき民放テレビ局は1局」という原則があったことからRSB単独でのテレビ開局が出来ず、RSBとNKTの間で水面下の合併交渉が行われるも決裂。結局は同年12月15日、RSBは島根県向けにテレビ放送を開始したことで「本社は鳥取県、ラジオは両県広域、テレビは島根県のみ」と、米子市に本社を置いたのがテレビで仇となる形で本社所在地とテレビの放送対象地域が食い違うという、日本国内の放送史上初にして唯一のねじれ現象が発生した。
鳥取県西部ではRSB→BSS（およびNHK松江）が視聴可能ではあったがそれはあくまで区域外（越境）受信とされたため、本社所在地たる鳥取県への放送対象地域拡大を希望し続けたRSB→BSSであるが、NKTが反対し続けたため実現しないまま互いの主張は平行線をたどる。その間に全国各県で2局目以降の民放テレビ局が開局するようになってからもBSSはねじれ現象に苦しみ続けた。
BSS対NKTの（視聴者不在の）争いが膠着状態の中、1970年4月1日、島根県2局目のテレビ局として松江市に本社を置くTSK“テレビしまね”こと島根放送（現：山陰中央テレビジョン放送）が開局。2県合わせても当時で人口140万人に満たない地域に3つの民放テレビ局が出来たことにより、鳥取・島根のそれぞれの県単位でこれ以上民放テレビ局を設立させるのは経営的に困難とみなされ、そしてBSSが長年抱え続けたねじれ現象の解消の必要性が考慮され、旧郵政省（現：総務省）は、民放テレビ局についても鳥取・島根両県を単一放送区域にすることを認可する方針に転じた。これによりBSSとTSKの鳥取県進出が決定することとなったが、BSSの鳥取県進出に反対し続けたNKTも、その代償としてNKTが島根県にも進出できるように同時に決定したため、これ以上の抵抗を断念した。
1972年9月22日、BSS・NKT・TSKの民放テレビ3局による鳥取・島根相互乗り入れ放送が開始された。これによりBSSは鳥取県向けの、NKTは島根県向けのテレビ放送をそれぞれ開始し、約12年9ヶ月続いたねじれ現象を解消した。当時日本国内で民放テレビ局を3局以上視聴できた地域は、東名阪地区に札仙広福の七大都市圏程度であり、山陰地方の単一放送区域化は先進的な試みであった。
民放テレビ局の相互乗り入れ開始から14年後の1986年10月1日、両県唯一の民間FMラジオ放送局・V-airエフエム山陰が松江市に開局。V-airもまた両県を放送対象地域としたため、「テレビ・AM・FM全局が、NHKは県域、民放は準広域（厳密には2県域）」と言う、当時全国唯一の構図が成立した（FMの場合、V-air以外でエリアが複数都道府県にまたがる放送局は外国語放送のみ。過去にも放送大学のみ）。
乗り入れ直後は、テレビ朝日系列の同じワイドショー番組がNKT・BSS両局で同時放送または時差放送されたことがあった。また乗り入れ後、NKTとTSKの間で腸捻転が発生するも、読売・フジサンケイ間でお互いの資本を交換したことにより、ネットチェンジに発展することなく腸捻転は解消された。
なお、テレビ朝日を幹事局とする民間放送教育協会には、2020年現在、NKTが鳥取県扱い、BSSが島根県（+ラジオのみ鳥取県）扱いで加盟している。
さらに民放の相互乗り入れは、米子市内各地に小規模中継局（旧・米子中継局もこの1つ）を設置していたNHK鳥取にも影響を及ぼした。米子市内では一貫して松江にアンテナが向けられていることから、各地の小規模中継局を受信することは至難であると悟り、これらの小規模中継局を集約すべく、松江市内の送信所に同居する形で新・米子中継局を設置した。域外中継局が設置されたのは、本州では初の事例であった。
BSSのコールサインはラテ同一のJOHF（-DTV）にもかかわらず、未だラジオの親局は米子本社送信所、テレビの親局は松江本社送信所と、テレビ放送が完全デジタル化された今日に至るまで初期のねじれ現象がその尾を引き続けている。日本国内の兼営局で、同一コールサインで別の送信所名が指定されているのはBSSだけである。
ラジオ放送のサイマル配信サービスradikoには、BSSが2012年1月30日（試験配信。本配信は7月）に、V-airが2020年4月1日にそれぞれ参入したが、両局とも上記の通りスピルオーバー地帯にあることから、各県別の地域放送や「ローカルタイム&ローカルステブレ」はその実施に無理があることから実施しておらず、各地のAM局で頻発している「支局の放送がradikoで聴取出来ない」事態は回避することが出来た。
NHKでも『さんいんスペシャル』を鳥取と松江の輪番で制作しており、2022年4月改編で鳥取・松江の土日祝日の夕方ニュースも『さんいんNEWS645』として、両県またいで放送されることとなった（制作は当番制）。

## 岡高地区のケース
なお民放の本社所在地は（3局が不統一である山陰地方とは異なり）、それぞれ岡山市北区（RSK・TSC・OHK）と高松市（RNC・KSB）に集中している。